# Мамерк Эмилий Скавр
Ма́мерк Эми́лий Скавр (лат. Mamercus Aemilius Scaurus; погиб в 34 году) — римский ритор, поэт и сенатор. По свидетельству Корнелия Тацита, Скавр отличался выдающейся знатностью и блестящим ораторским дарованием, но запятнал себя постыдным образом жизни. Он занимал должность консула-суффекта с июля по декабрь 21 года совместно с Гнеем Тремеллием.
Скавр происходил из патрицианского рода Эмилиев; его родным отцом был Марк Эмилий Скавр. Скавр-младший был женат дважды: первая жена Скавра, Эмилия Лепида, от которой он имел дочь, была обвинена в прелюбодеянии и попытке отравить Публия Сульпиция Квириния, признана виновной и отправлена в изгнание. После смерти Лепиды или развода с ней он женился на Секстии.
Впервые Скавр упоминается в 14 году, во время восшествия на престол Тиберия. Вместе с Квинтом Гатерием он вызвал его подозрения своей речью, поздравляющей Тиберия с получением императорской власти. Тиберий ответил Гатерию с неприязнью, в то время как слова Скавра обошёл молчанием.
В 21 году Гней Домиций Корбулон жаловался в cенате на молодого нобиля Луция Суллу, который не уступил ему место на гладиаторском представлении, несмотря на то, что Корбулон был уже преторием (бывшим претором), намного старше Суллы и более уважаем старшими сенаторами. Скавр, Луций Aррунций и другие родственники молодого Суллы защищали его. Последовавшие за этим споры закончились только тогда, когда Друз Младший вмешался и примирил стороны. Сулла и Скавр были вынуждены извиниться перед Корбулоном.
В следующем году Скавр, вместе с Юнием Отоном и Бруттедием Нигром, выступал одним из обвинителей проконсула Азии Гая Юния Силана, которому вменялись в вину провинциальные вымогательства и оскорбление величия принцепса. В результате этого судебного разбирательства Силан был сослан на остров Кинф.
В 32 году Сервилий и Корнелий Туск обвинили Скавра и ряд других сенаторов в государственной измене. В то время, как некоторые из них были спасены вмешательством одного из трибунов городских когорт, Тиберий отложил дело Скавра, намереваясь разобраться с ним самостоятельно; Тацит отмечает, что император высказал о Скавре несколько замечаний, которые не сулили ему ничего хорошего. Когда Тиберий рассматривал дело Скавра два года спустя, его враг, префект претория Квинт Невий Корд Суторий Макрон, добавил, что некоторые стихи в трагедии, написанной Скавром, могли быть расценены в качестве скрытого оскорбления Тиберия. По побуждению своей жены Секстии Мамерк Эмилий Скавр покончил с собой, не дожидаясь суда; она последовала его примеру вскоре после этого.